# 后豐交流道
24°16′40.5″N 120°43′20.2″E / 24.277917°N 120.722278°E
后豐交流道為臺灣國道四號的交流道，位於臺灣臺中市豐原區，指標為14k。僅設東向出口與西向入口。
后豐交流道銜接道路為三豐路，也是連接后里與豐原的重要交通要道。
|  | 14 后豐 |  | 后里 豐原 |

## 後續計劃

### 增設西出及東入匝道
因后豐交流道僅設置東出及西入匝道，且自國道四號豐原至潭子路段在於2023年1月16日全線通車後，雖豐勢交流道可提供東向（東入及西出匝道）進出高速公路。惟臺中市政府、當地民意代表及民眾強烈建議應於后豐交流道增設東入西出匝道，以有效改善繞路及塞車等問題。時任交通部長李孟諺建議臺中市政府盡速啟動可行性評估作業，以利後續納入討論，並於完成可行性評估後，循序向高速公路局提出申請；經費部分，用地費依往例是由地方負責，交通部承諾會全額支應工程費用。

## 外部連結
- 國道四號后豐交流道、豐勢交流道示意圖 （页面存档备份，存于）（交通部高速公路局）